# Hans-Dieter Betz (Physiker)
Hans-Dieter Betz (* 29. September 1940 in Mannheim) ist deutscher Experimentalphysiker und emeritierter Universitätsprofessor.

## Forschungs- und Lehrtätigkeit
Betz studierte Physik an der Universität Heidelberg und promovierte 1967 in Lasertechnik. Er lehrte und forschte von 1967 bis 1972 als Research Associate und Assistant Professor auf dem Gebiet der Atomphysik am Massachusetts Institute of Technology in Cambridge, dann im Beschleuniger-Labor der Ludwig-Maximilians-Universität München, habilitierte 1974 und unterrichtete als Privatdozent ab 1980 bis zu seiner Emeritierung als Professor. Ab 1994 erweiterte er seine Forschungen auf Atmosphärenphysik.

## Forschungsgebiete
Den Schwerpunkt an der Ludwig-Maximilians-Universität bildete Grundlagenforschung und internationale Kooperation in Atom- und Kernphysik speziell für hochenergetische atomare Stöße. Später initiierte Betz die Gruppe „Atmosphärische Elektrizität der Atmosphäre“. Daraus entstand 2002 als spin-off die nowcast GmbH, in welcher Betz das Blitzortungssystem LINET entwickelte und erstellte. Das System wird seitdem professionell betrieben und stellt Wetterdiensten und Industriekunden weltweit Echtzeit- und historische Blitzdaten zur Verfügung. Zusammen mit dem DLR und der NASA untersuchte Betz aktuelle Fragen zur Blitzforschung.
Betz war außerdem auf wissenschaftlichen Grenzgebieten tätig und untersuchte unkonventionelle Wasserprospektion mit Wünschelruten im Auftrag der deutschen Bundesregierung und der GTZ (Gesellschaft für Technische Zusammenarbeit). Seine Interpretation der Ergebnisse seiner Münchner Scheunenexperimente wurden von der wissenschaftlichen Gemeinschaft nicht akzeptiert.